# Ника (кинопремия, 2016)
29-я церемония вручения наград национальной кинематографической премии «Ника» за 2015 год состоялась 1 апреля 2016 года в Московском государственном музыкальном театре фольклора «Русская песня». Лауреаты специальных наград и номинанты в состязательных категориях были объявлены на пресс-конференции 11 марта 2016 года.

## Специальные призы
- Совет Академии принял решение начиная с этого года присвоить имя Эльдара Александровича Рязанова призу за «Честь и достоинство». Лауреатом в этой номинации стала народная артистка СССР Алиса Бруновна Фрейндлих.
- Специальный приз Совета Академии «За выдающийся вклад в отечественный кинематограф» имени Алексея Германа в этом году был вручён народному артисту РСФСР, режиссёру Виталию Мельникову (награду вручал Вадим Абдрашитов).
- Почётную награду в номинации «За вклад в кинематографические науки, критику и образование» Совет Академии принял решение вручить главному редактору журнала «Искусство кино», кинокритику Даниилу Борисовичу Дондурею (награду вручал Андрей Смирнов).
- Специальный приз Совета Академии «За достижения в телевизионном кинематографе» за 2015 год — фильм «Однажды в Ростове», режиссёр Константин Худяков.

## Список лауреатов и номинантов
Количество наград / номинаций:
- 1/7: «Страна ОЗ» / «Орлеан»
- 4/6: «Конец прекрасной эпохи»
- 1/5: «Ангелы революции»
- 1/4: «Про любовь»
- 2/3: «Милый Ханс, дорогой Пётр»
- 0/3: «Под электрическими облаками»
- 0/2: «Батальонъ» / «Битва за Севастополь»
- 1/1: «Небесное кочевье» / «Валентина Кропивницкая: В поисках потерянного рая» / «Волк Вася» / «Духless 2» / «Инсайт» / «Училка» / «В далёком сорок пятом… Встречи на Эльбе»

 • Победители выделены отдельным цветом. 
| Категории                                                                     | Лауреаты и номинанты |
| ----------------------------------------------------------------------------- | --- |
| Лучший игровой фильм (награды вручали Вячеслав Тельнов и Андрей Кончаловский) | • Милый Ханс, дорогой Пётр (режиссёр и продюсер: Александр Миндадзе; продюсеры: Лиза Антонова, Леонид Блаватник, Валерий Харьков, Хайно Деккерт, Андрей Анненский. |
| Лучший игровой фильм (награды вручали Вячеслав Тельнов и Андрей Кончаловский) | • Батальонъ (режиссёр: Дмитрий Месхиев мл.; продюсеры: Игорь Угольников, Фёдор Бондарчук, Дмитрий Рудовский)                                                       |
| Лучший игровой фильм (награды вручали Вячеслав Тельнов и Андрей Кончаловский) | • Битва за Севастополь (режиссёр: Сергей Мокрицкий; продюсеры: Егор Олесов, Наталья Мокрицкая)                                                                     |
| Лучший игровой фильм (награды вручали Вячеслав Тельнов и Андрей Кончаловский) | • Конец прекрасной эпохи (режиссёр и продюсер: Станислав Говорухин; продюсер: Екатерина Маскина)                                                                   |
| Лучший игровой фильм (награды вручали Вячеслав Тельнов и Андрей Кончаловский) | • Про любовь (режиссёр и продюсер: Анна Меликян) |
| Лучший игровой фильм (награды вручали Вячеслав Тельнов и Андрей Кончаловский) | • Страна ОЗ (режиссёр: Василий Сигарев; продюсеры: Софико Кикнавелидзе, Дмитрий Улюкаев)                                                                           |
| Лучший фильм стран СНГ и Балтии                                               | • Небесное кочевье ( Киргизия, режиссёр: Мирлан Абдыкалыков) |
| Лучший фильм стран СНГ и Балтии                                               | • 1944 ( Эстония, режиссёр: Элмо Нюганен) |
| Лучший фильм стран СНГ и Балтии                                               | • Кавказское трио ( Грузия, режиссёры: Эльдар Шенгелая, Фуад Ибрагимбеков, при участии Теймураза Бутикашвили)                                                      |
| Лучший фильм стран СНГ и Балтии                                               | • Песнь Песней ( Украина, режиссёр: Ева Нейман) |
| Лучший фильм стран СНГ и Балтии                                               | • Покой нам только снится ( Литва, режиссёр: Шарунас Бартас) |
| Лучший неигровой фильм                                                        | • Валентина Кропивницкая: В поисках потерянного рая (режиссёр: Евгений Цымбал, продюсер: Александр Смолянский)                                                     |
| Лучший неигровой фильм                                                        | • Варлам Шаламов. Опыт юноши (режиссёр: Павел Печёнкин) |
| Лучший неигровой фильм                                                        | • Кардиополитика (режиссёр: Светлана Стрельникова) |
| Лучший неигровой фильм                                                        | • Лев Толстой и Дзига Вертов: Двойной портрет в интерьере эпохи (режиссёры: Анна Евтушенко, Галина Евтушенко)                                                      |
| Лучший анимационный фильм                                                     | • Волк Вася (режиссёр: Екатерина Соколова) |
| Лучший анимационный фильм                                                     | • Почему банан огрызается (режиссёр: Светлана Разгуляева) |
| Лучший анимационный фильм                                                     | • Совы нежные (группа режиссёров под руководством Сергея Капкова)                                                                                                  |
| Лучшая режиссёрская работа (награду вручал Глеб Панфилов)                     | • Станислав Говорухин — «Конец прекрасной эпохи» |
| Лучшая режиссёрская работа (награду вручал Глеб Панфилов)                     | • Алексей Герман мл. — «Под электрическими облаками» |
| Лучшая режиссёрская работа (награду вручал Глеб Панфилов)                     | • Анна Меликян — «Про любовь» |
| Лучшая режиссёрская работа (награду вручал Глеб Панфилов)                     | • Василий Сигарев — «Страна ОЗ» |
| Лучшая сценарная работа (награду вручал Николай Лебедев)                      | • Александр Миндадзе — «Милый Ханс, дорогой Пётр» |
| Лучшая сценарная работа (награду вручал Николай Лебедев)                      | • Юрий Арабов — «Орлеан» |
| Лучшая сценарная работа (награду вручал Николай Лебедев)                      | • Алексей Федорченко, при участии Дениса Осокина и Олега Лоевского — «Ангелы революции»                                                                            |
| Лучшая мужская роль (награды вручал Юрий Стоянов)                             | • Данила Козловский — «Духless 2» (за роль Макса Андреева) |
| Лучшая мужская роль (награды вручал Юрий Стоянов)                             | • Александр Яценко — «Инсайт» (за роль Павла Зуева) |
| Лучшая мужская роль (награды вручал Юрий Стоянов)                             | • Олег Ягодин — «Орлеан» (за роль Рудика) |
| Лучшая женская роль (награду вручал Дмитрий Певцов)                           | • Ирина Купченко — «Училка» (за роль Аллы Николаевны) |
| Лучшая женская роль (награду вручал Дмитрий Певцов)                           | • Юлия Пересильд — «Битва за Севастополь» (за роль Людмилы Павличенко)                                                                                             |
| Лучшая женская роль (награду вручал Дмитрий Певцов)                           | • Яна Троянова — «Страна ОЗ» (за роль Ленки Шабадиновой) |
| Лучшая мужская роль второго плана (награду вручал Юрий Стоянов)               | • Михаил Ефремов — «Про любовь» |
| Лучшая мужская роль второго плана (награду вручал Юрий Стоянов)               | • Александр Баширов — «Страна ОЗ» (за роль Дюка) |
| Лучшая мужская роль второго плана (награду вручал Юрий Стоянов)               | • Владимир Симонов — «Страна ОЗ» (за роль барда) |
| Лучшая женская роль второго плана (награду вручал Дмитрий Певцов)             | • Инна Чурикова — «Страна ОЗ» |
| Лучшая женская роль второго плана (награду вручал Дмитрий Певцов)             | • Мария Кожевникова — «Батальонъ» |
| Лучшая женская роль второго плана (награду вручал Дмитрий Певцов)             | • Роза Хайруллина — «Милый Ханс, дорогой Пётр» |
| Лучшая женская роль второго плана (награду вручал Дмитрий Певцов)             | • Мария Шалаева — «Про любовь» |
| Лучшая музыка к фильму                                                        | • Пётр Тодоровский, Алексей Айги — «В далёком сорок пятом... Встречи на Эльбе»                                                                                     |
| Лучшая музыка к фильму                                                        | • Мартин Жак (англ.), Алексей Айги — «Орлеан» |
| Лучшая музыка к фильму                                                        | • Андрей Карасёв — «Ангелы революции» |
| Лучшая операторская работа                                                    | • Геннадий Карюк — «Конец прекрасной эпохи» |
| Лучшая операторская работа                                                    | • Шандор Беркеши — «Ангелы революции» |
| Лучшая операторская работа                                                    | • Евгений Привин, Сергей Михальчук — «Под электрическими облаками»                                                                                                 |
| Лучшая операторская работа                                                    | • Юрий Райский — «Орлеан» |
| Лучшая работа звукорежиссёра                                                  | • Максим Беловолов — «Орлеан» |
| Лучшая работа звукорежиссёра                                                  | • Владимир Головницкий — «Страна ОЗ» |
| Лучшая работа звукорежиссёра                                                  | • Иван Гусаков — «Под электрическими облаками» |
| Лучшая работа художника                                                       | • Валентин Гидулянов — «Конец прекрасной эпохи» |
| Лучшая работа художника                                                       | • Юрий Карасик — «Орлеан» |
| Лучшая работа художника                                                       | • Алексей Федорченко, Артём Хабибулин — «Ангелы революции» |
| Лучшая работа художника по костюмам                                           | • Ольга Гусак — «Ангелы революции» |
| Лучшая работа художника по костюмам                                           | • Владимир Никифоров, Дмитрий Андреев — «Орлеан» |
| Лучшая работа художника по костюмам                                           | • Наталья Монева — «Конец прекрасной эпохи» |
| Открытие года                                                                 | • Иван Колесников (мужская роль) — «Конец прекрасной эпохи» |
| Открытие года                                                                 | • Наталья Кудряшова (режиссёр) — «Пионеры-герои» |
| Открытие года                                                                 | • Элла Манжеева (режиссёр, сценарист) — «Чайки» |